# Bezirk Szarvas

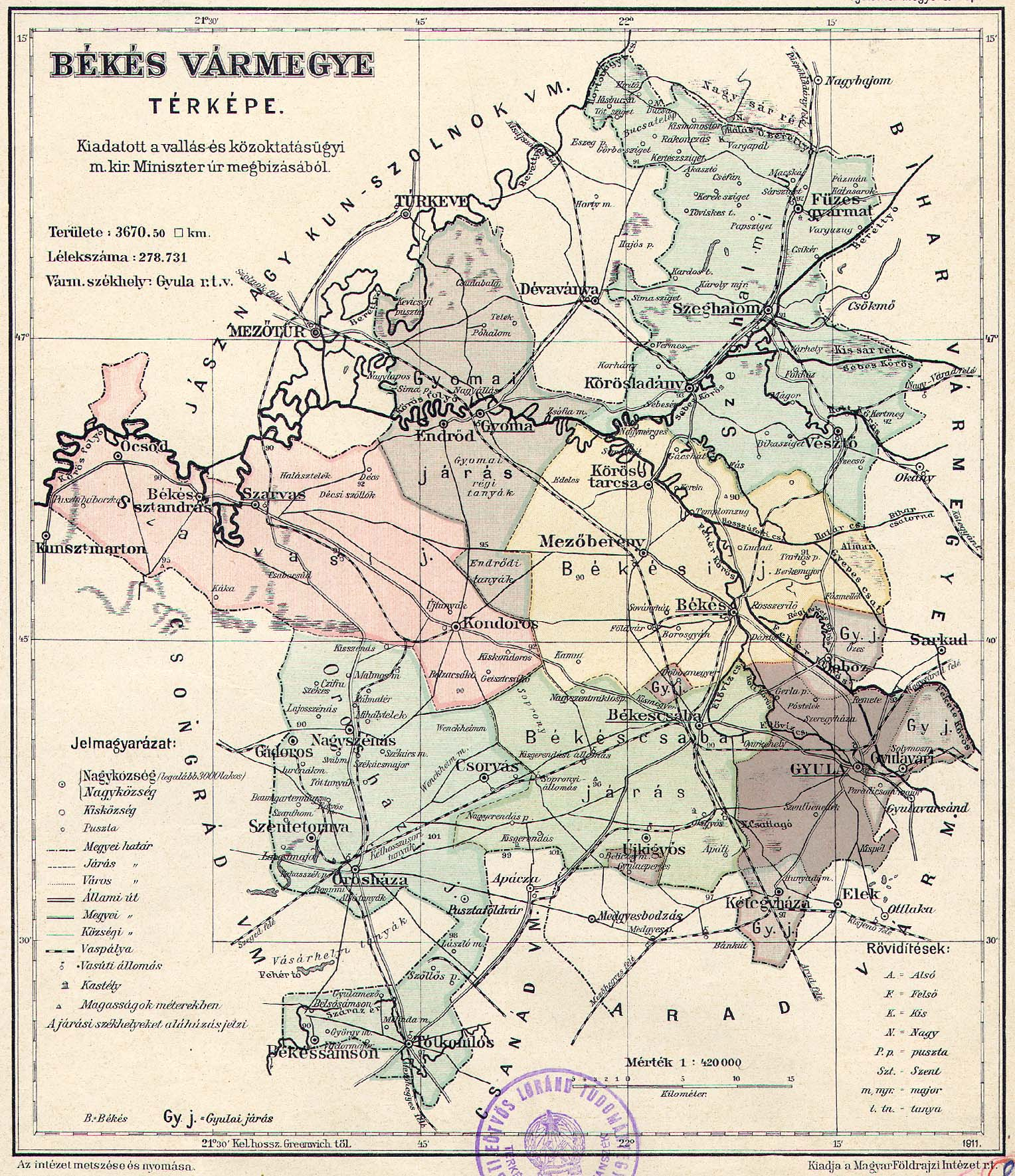
Bezirk Szarvas (rosa markiert) im Südwesten des Komitats Békés

Der Bezirk Szarvas (auch Stuhlbezirk Szarvas, ungarisch Szarvasi járás) war eine ungarische Verwaltungseinheit im Komitat Békés. Der Bezirk Szarvas lag im westlichen Teil des Komitats. Er grenzte im Norden an das Komitat Jász-Nagykun-Szolnok und an den Bezirk Gyoma, im Osten an den Bezirk Békés, im Süden an den Bezirk Békéscsaba, den Bezirk Orosháza und an das Komitat Csongrád sowie im Westen an das Komitat Csongrád. Die Landschaft des Bezirks war eben und im nordwestlichen Teil geprägt durch den Fluss Körös. Der Bezirk hatte im Jahr 1913 insgesamt 46.255 Einwohner. Der Verwaltungssitz befand sich in der Großgemeinde Szarvas. Der Bezirk wurde im Zuge der Verwaltungsreform 1950 zusammen mit dem Komitat Békés aufgelöst.

## Übersicht der Orte im Bezirk Szarvas (Stand 1913)
|               | Ortsname         | Einwohnerzahl | Häuser | Fläche (Katastraljoche) |
| Großgemeinden | Békésszentandrás | 7.137         | 1.413  | 23.716                  |
|               | Kondoros         | 5.225         | 789    | 15.764                  |
|               | Öcsöd            | 8.014         | 2.138  | 21.560                  |
|               | Szarvas          | 25.879        | 5.153  | 45.127                  |
|               |                  |               |        |                         |
|               | gesamt           | 46.255        | 9.493  | 106.167                 |